# Scolesa vinacea
Scolesa vinacea är en fjärilsart som beskrevs av Rothschild 1907. Scolesa vinacea ingår i släktet Scolesa och familjen påfågelsspinnare. Inga underarter finns listade.